# Condylocardia crassicosta
Condylocardia crassicosta är en musselart som beskrevs av F. Bernard 1897. Condylocardia crassicosta ingår i släktet Condylocardia och familjen Condylocardiidae. Inga underarter finns listade i Catalogue of Life.